# Flavio Cesar
Flavio Cesar (Monterrey, 26 de julho de 1968) é um ator e cantor mexicano mexicano.

## Discografia
- Flavio César (1993) Sony Music Entertainment México
- Mediterráneo (1995) Sony Music Entertainment México
- Qué será de mí (1996) Sony Music Entertainment México
- No tengas miedo a enamorarte (2001) Bat Discos